# Mulata (canção)
Mulata é o título original da marcha composta pelos Irmãos Valença em 1929.
Conhecida e cantada nos bares do Recife, teve repercussão nacional pelo lançamento feito por Lamartine Babo e pela ação judicial que causou.

## História
Os irmãos João e Raul Valença, autores conhecidos de frevos-canção e maracatus no Carnaval de Pernambuco, enviaram à Gravadora Victor, no Rio de Janeiro, a partitura de sua composição, denominada Mulata.
A gravadora pediu a Lamartine Babo que a ajustasse ao gosto carioca. O compositor assim o fez, e a lançou com letra ligeiramente modificada (o estribilho ficou intocado) e com o título de O teu cabelo não nega, que era exatamente o primeiro verso da composição original. No selo do disco então lançado estava escrito: "Letra e música de Lamartine Babo (sobre motivo do Norte)".
Essa atitude levou os Irmãos Valença a entrar com ação judicial contra a gravadora, ação vencedora em todas as instâncias, tendo a gravadora sido obrigada a pagar indenização aos legítimos autores e adicionar seus nomes na autoria da composição, ficando os mesmos com metade do arrecadado com direitos autorais.
Uma vez que houve acréscimo de letra por Lamartine Babo, a pedido da gravadora, os Irmãos Valença acederam e deixaram seu nome aparecer como coautor. Porém, até hoje, os verdadeiros autores aparecem em segundo lugar.

## Música
Em compasso binário, com letra cheia de gíria da capital pernambucana na época de sua composição, foi baseada em uma mulata que passeava pelos bares das cercanias da Avenida Guararapes. Falava em corrente da Trama, em alusão à empresa Pernambuco Tramways, então concessionária de distribuição de energia elétrica em Pernambuco.
Aproveitando toda sua melodia e o estribilho, Lamartine Babo acrescentou-lhe estrofes com outro arranjo e a lançou no Rio de Janeiro com o título de O teu cabelo não nega.

## Letra

### Letra original
O teu cabelo não nega, mulata,

que tu és mulata na cor

Mas como a cor não pega, mulata,

Mulata, eu quero o teu amor

Me deste um curto-circuito, que fruido,

que se queimou-se os fusive, incrive,

pruque nesses teus dois quartos de fama, mulata,

passa a corrente da trama

### Letra adaptada por Lamartine Babo
O teu cabelo não nega, mulata,
que tu és mulata na cor
Mas como a cor não pega, mulata,
Mulata, eu quero o teu amor

Tens um sabor bem do Brasil
Tens a alma cor de anil
Mulata, mulatinha, meu amor
Fui nomeado teu tenente interventor

O teu cabelo não nega, mulata
que tu és mulata na cor
Mas como a cor não pega, mulata
Mulata, eu quero o teu amor

Quem te inventou, meu pancadão
Teve uma consagração
A lua te invejando faz careta
Porque, mulata, tu não és deste planeta

Quando, meu bem, vieste à Terra
Portugal declarou guerra
A concorrência, então, foi colossal

Vasco da Gama contra o batalhão naval